# Хлоропласт
Хлоропластите са клетъчни органели, характерни само за растителните клетки. Те не се срещат в животински клетки.
Хлоропластите имат дължина от 2 до 10 микрометра и дебелина от 1 микрометър. Количеството на хлоропластите в различните растителни клетки варира – при висшите растения броят им е между 10 и 30, докато в по-големите растителни клетки те могат да достигнат 1000.

## Структура
Хлоропластите са ограничени от 2 мембрани – вътрешна и външна, между които се открива пространство (наречено перипластидно пространство). През външната преминават различни вещества, а вътрешната е с висока селективност и обезпечава транспорта на определени молекули. Вътрешната мембрана огражда пространство, наречено строма. Характерна особеност на хлоропластите е наличието на трета мембрана – тилакоидна. Тя образува сплеснати и удължени цистерни, между които се поместват групи от сплеснати мехурчета, подредени в стълбчета като монети. Такива структури на тилакоидната мембрана се наричат грани (ед. ч. грана). Количеството им е различно за всяка растителна клетка. Подобно на митохондриите, хлоропластите могат да се възпроизвеждат чрез делене.

## Състав и функция
В хлоропластите се съдържа багрилото хлорофил, което придава зеления цвят на листата на растенията. В хлоропластите се извършва процесът фотосинтеза, чрез който растенията от неорганични вещества, като вода, азот, въглероден диоксид и други, образуват органични вещества — захари, белтъци и др. Така растенията се изхранват сами — те са автотрофни организми и същевременно освобождават кислород в околната среда.

## Наследствена информация
Подобно на митохондриите, хлоропластите съдържат собствен генетичен материал, разположен в стромата. Това са циклични молекули ДНК, относително независими от генетичния материал в ядрото и отговарящи за важни процеси от метаболизма и деленето на хлоропласта.
Хлоропластите са автономни органели и могат да се делят независимо от клетката (подобно на митохондриите). Това става с помощта на наследствения материал. При необходимост от енергия е възможно броят на хлоропластите да се увеличи до такава степен, че те да съставляват половината от обема на клетката.

## Сравнение
- Пластид
  - Хлоропласт и етиопласт
  - Хромопласт
  - Левкопласт
    - Амилопласт
    - Елеопласт
    - Протеинопласт